# Syntax (groep)
Syntax is een Engelse muziekgroep die elektronische muziek maakt. De groep werd in 2002 opgericht door Mike Tournier en Jan Burton na het succes van het album Risotto van de groep Fluke. Het doel van Tournier was het uitbrengen van veel donkerdere muziek. De groep staat bekend om de sterk energetische elektronische muziek, die vermengd wordt met organische ritmes.
Het eerste album dat werd uitgebracht was Meccano Mind, dat ondanks de originaliteit slecht verkocht waarna de groep zich weer opsplitste. Het falen wordt onder andere geweten aan een gebrek aan ondersteuning door hun platenlabel Illustrious, waarop later werd besloten het project voort te zetten onder een onafhankelijk label. Het tweede album werd in april 2008 aangekondigd en staat gepland voor het einde van de zomer van 2008.

## Meccano Mind
Meccano Mind is een combinatie van de verschillende invloeden van Burton en Tournier uit de rock- en dancemuziek, wat resulteerde in een productie met sterke nummers als Bliss, met donkere diepe basslijnen vergezeld van gitaarriffs en andere elektronische effects, alsook wat zachtere nummers zoals Message.
De versie die werd uitgebracht voor de Japanse markt bevat drie nummers meer dan de versie die werd uitgebracht in de Verenigde Staten en het Verenigd Koninkrijk, namelijk Sexograph, Woman en Love Songs.
De muziek van Meccano Mind is gebruikt bij een aantal tv-programma's en computerspellen en in de film The Invisible.

## Discografie

### Albums
- Meccano Mind - 2004

### Singles
- Pray - 2003 (with Junkie XL)
- Message - 2004
- Bliss - 2004 (with Felix da Housecat)